# Ramlager

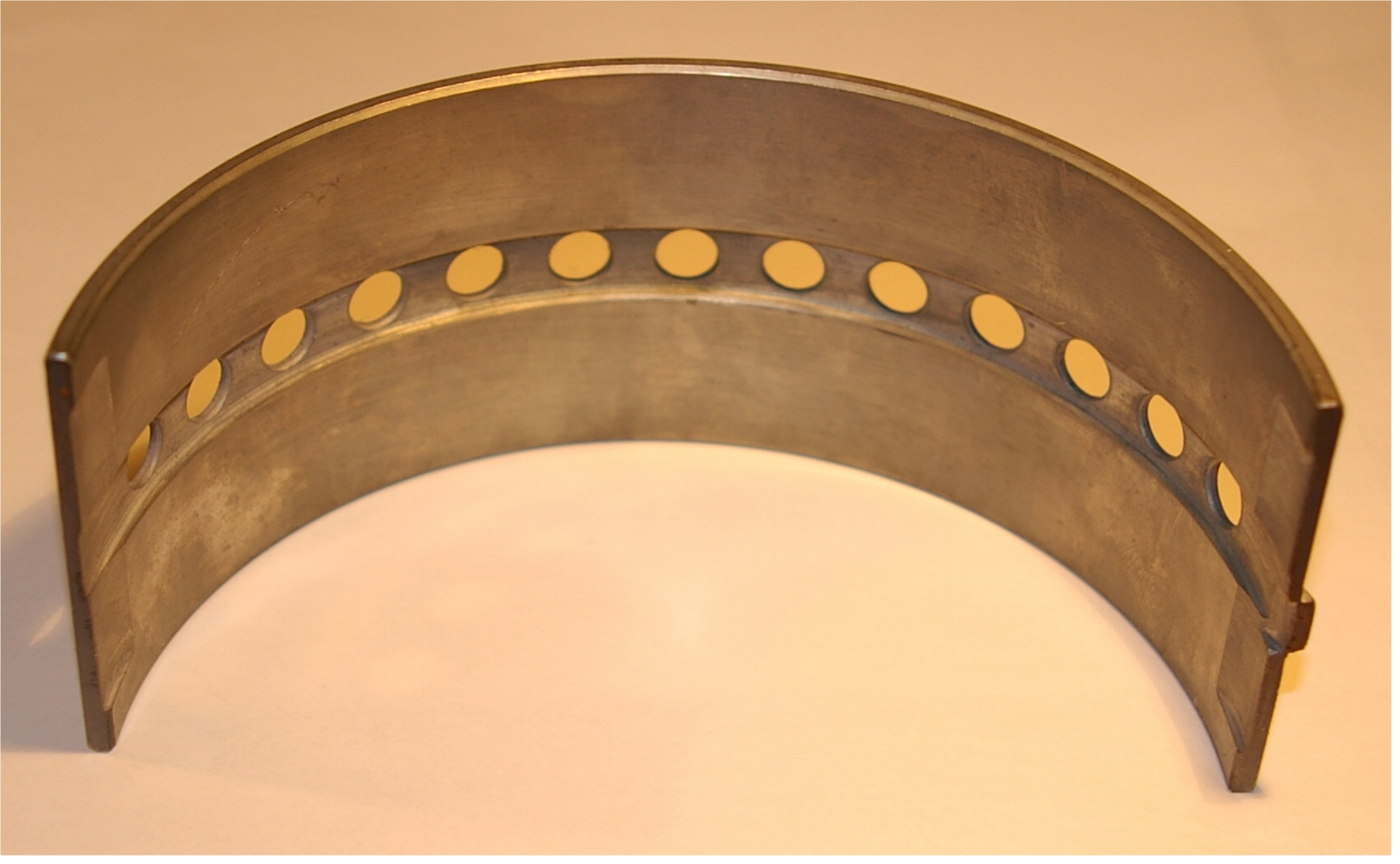
Glidlager är en sorts ramlager.

Ramlager kallas de lager som tar upp krafterna mellan vevaxeln och vevhuset i en kolvmotor. Ramlagren, oftast glidlager, tar upp vevaxelns centripetalkraft, men minst ett lager tar dessutom upp axiella krafter. 
En modern motor har vanligen ett lager i vevaxelns vardera ände samt ett lager mellan varje vevsläng. Mindre samt äldre motorer med låga effekter har ofta färre ramlager.